# 하인드 변광 성운
NGC 2261 혹은 허블의 변광 성운(Hubble's Variable Nebula)은 외뿔소자리에 위치한 변광 성운으로, 별 R(R Monocerotis)에 의해 나온 빛에 반사되어 눈에 보이게 된다.

## 역사
1783년 윌리엄 허셜에 의해 발견되었다.
1999년 허블 우주 망원경에 의해 이미지화된 것이 공개되었다.

## 묘사
사진 속 왼쪽 하단의 별 R에서 나오는 빛을 받아 빛나며 모양과 밝기는 몇 주 혹은 몇 달에 걸쳐 눈에 띄게 변하며 성운은 작은 혜성처럼 보인다.
변광성에 대한 하나의 가설은 별 R 근처의 짙은 먼지 구름이 주기적으로 별의 빛을 차단하며, 이로 인해 성운에 일시적으로 그림자가 생긴다는 것이다.

## 같이 보기
- 신판일반목록